# توفيق بربير
توفيق بربير هو لاعب كرة قدم لبناني لعب في مركز الوسط مع نادي السكة الحديد ومنتخب لبنان لكرة القدم.
شارك بربير في المباراة الدولية الأولى ضد فلسطين الانتدابية عام 1940، والتي خسرها اللبنانيون بنتيجة 5–1.